# Lotus subbiflorus
Lotus subbiflorus là một loài thực vật có hoa trong họ Fabaceae.

## Hình ảnh

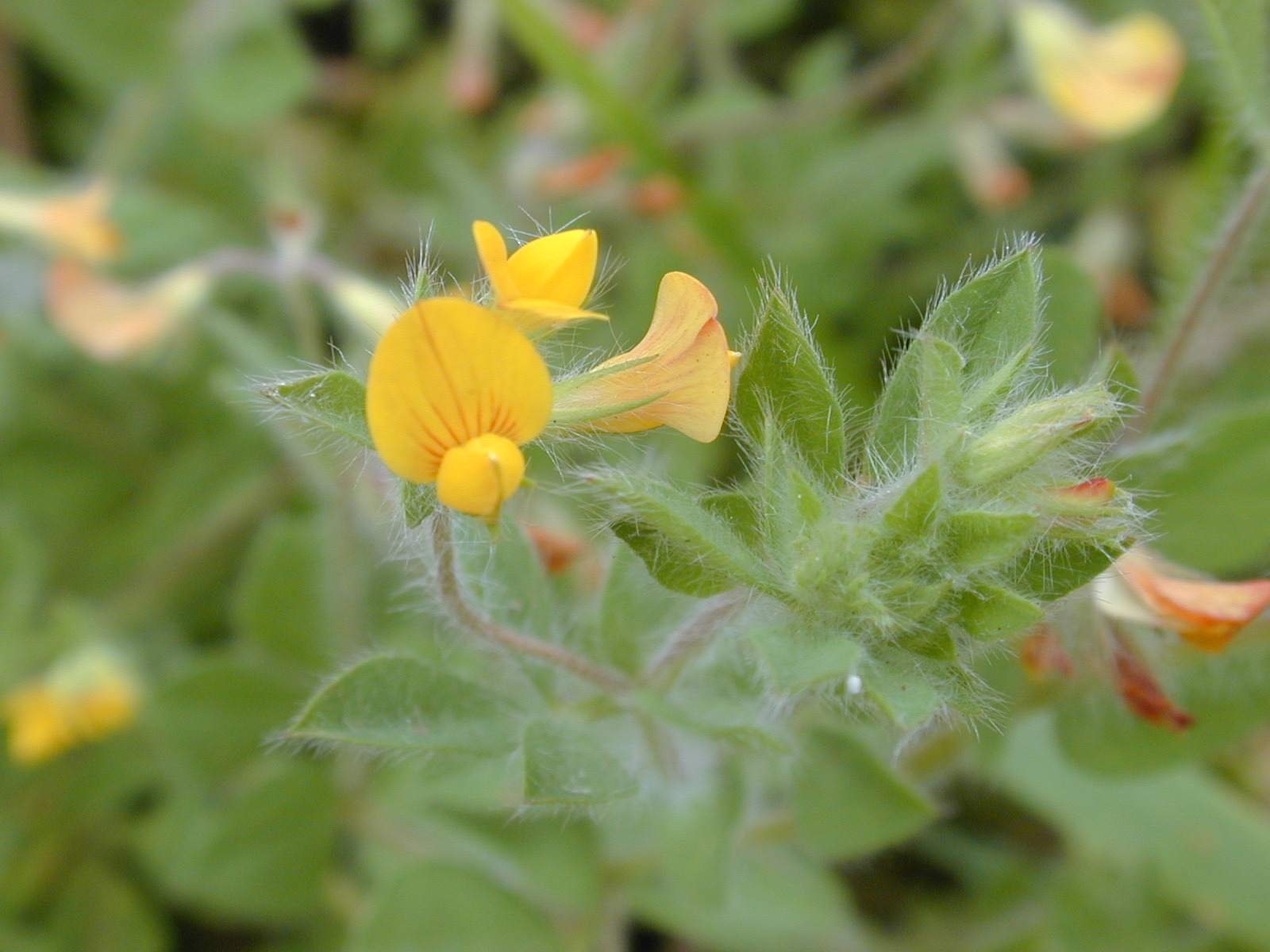
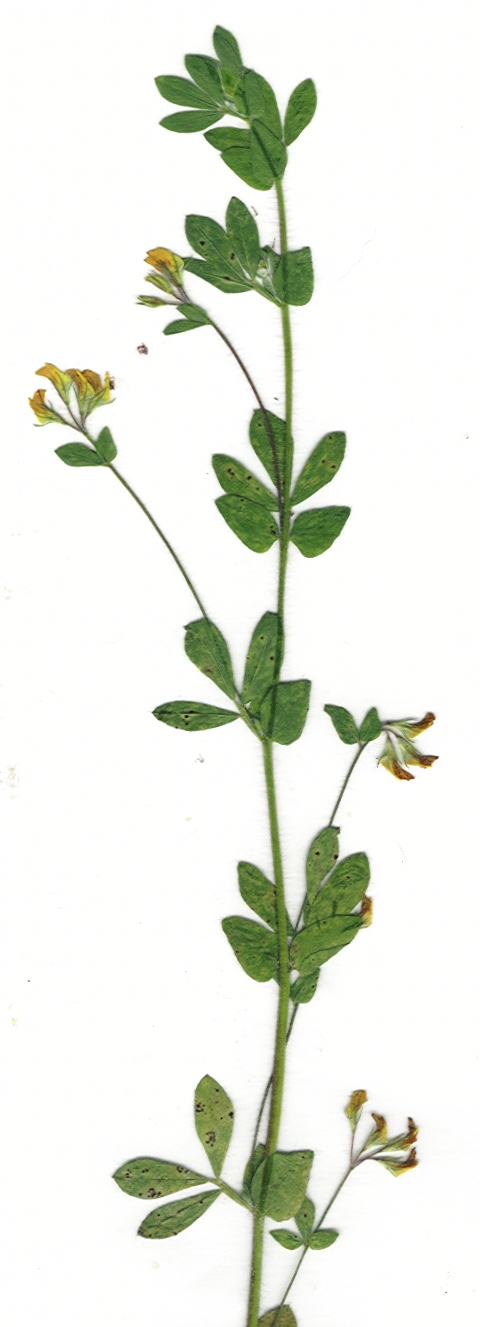
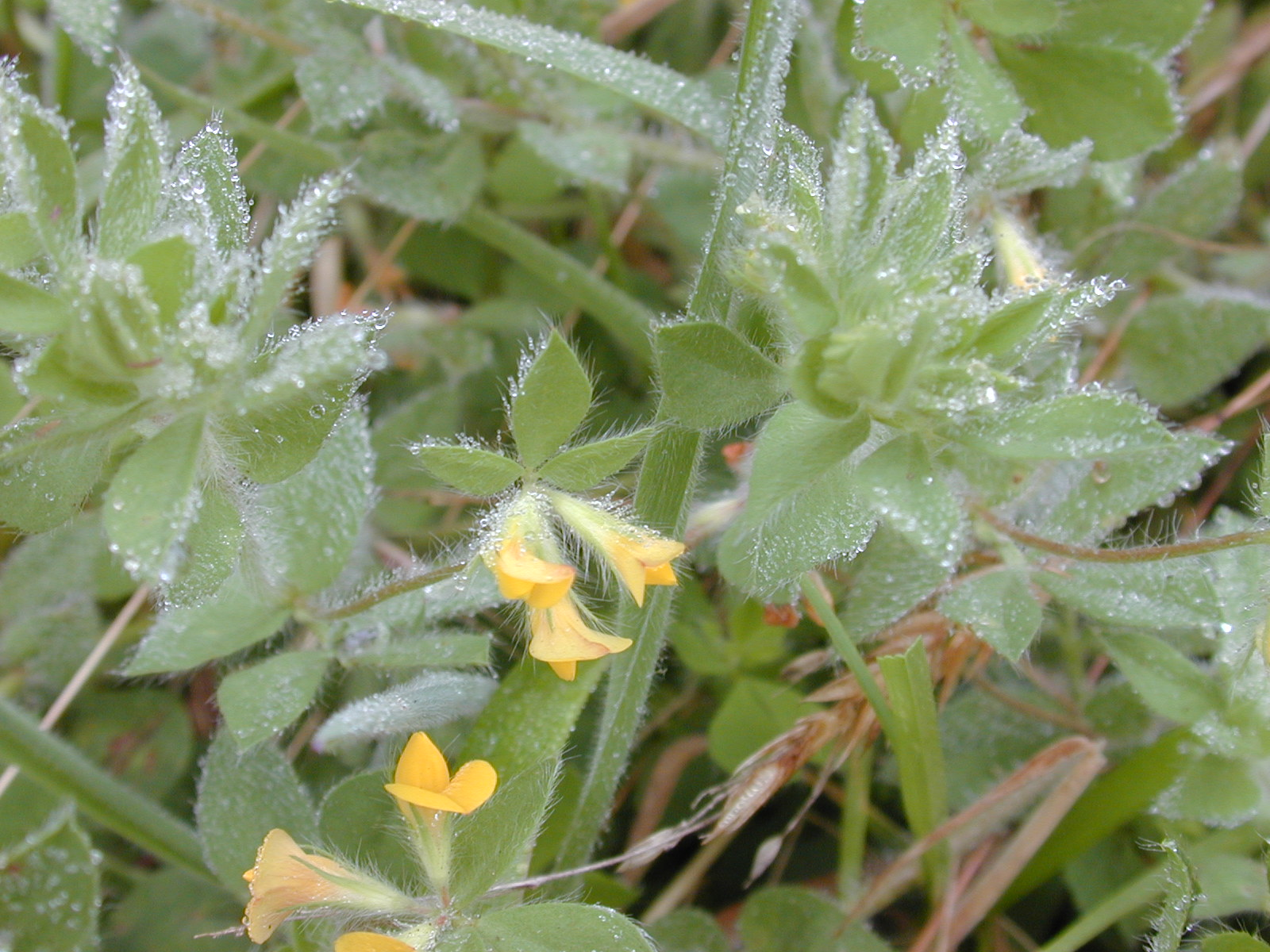
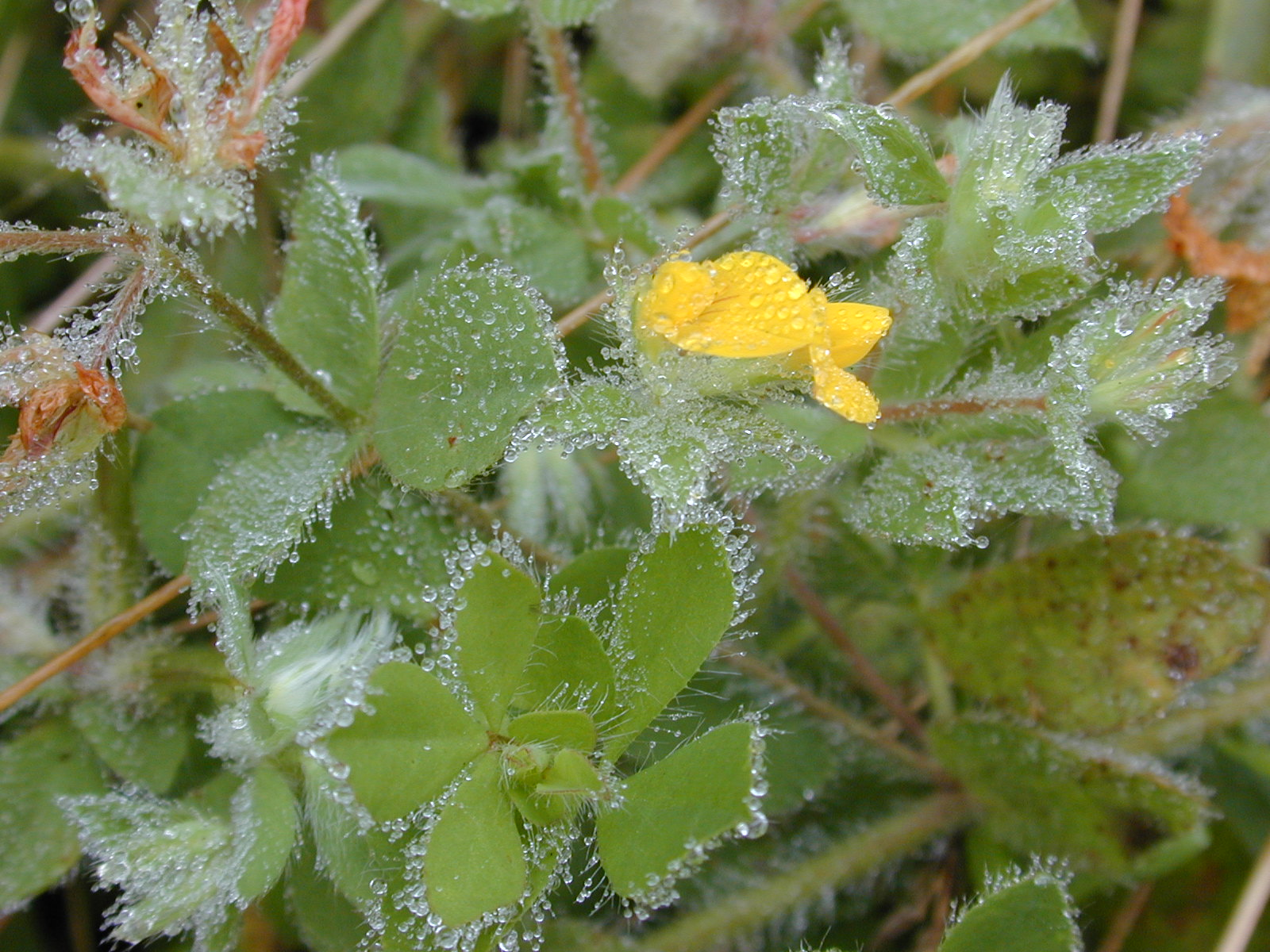